# 을두지
을두지(乙豆智, ?~?)는 고구려의 관료이다.

## 생애
25년에 우보(右輔)에 임명되었으며, 27년에는 좌보(左輔)에 임명되었다.
28년에 후한(後漢)의 요동태수(遼東太守)가 고구려를 침공하자 후한의 기세를 당해낼 수 없다며 성을 닫고 스스로 굳게 지키다 후한의 군사들이 약해지기를 기다렸다가 나가 공격하자고 주장했다.
고구려의 대무신왕이 그의 말을 따라 위나암성(尉那巖城)에서 수십일 동안 버텼지만 병사들이 점점 지쳐 가는 것을 보고 그에게 어찌해야 할 것 같냑고 묻자, 적군은 우리 성에 샘물(水泉)이 없다고 생각해 고구려군이 지치기를 기다리는 것이기에 연못의 잉어를 잡아서 수초로 싸고, 맛이 좋은 술 약간을 함께 한의 군대에게 보내어 대접케 할 것을 주장했다. 대무신왕은 다시 한 번 그의 주장을 따랐으며, 선물을 받은 후한의 장수는 성의 내부에 물이 풍부해 쉽게 함락시키기 어렵다고 생각해 스스로 물러났다.